# Wyspa skarbów (film 2007)
Wyspa skarbów (niem. Die Schatzinsel) – niemiecki telewizyjny film przygodowy z 2007 roku, zrealizowany według powieści Roberta Louisa Stevensona o takim samym tytule

## Główne role
- François Goeske: Jim Hawkins
- Tobias Moretti: Long John Silver
- Diane Willems: Sheila O’Donnel
- Aleksandar Jovanovic: doktor Livesey
- Christian Tramitz: John Trelawney
- Jürgen Schornagel: kapitan Smollett
- Jürgen Vogel: Israel Hands
- Richy Müller: Black Dog/George Merry
- Christian Redl: William „Billy“ Bones
- Silke Bodenbender: Annabelle Hawkins
- Klaus Schreiber: John Hunter
- Wolfgang Michael: Mr. Arrows
- Michael Gwisdek: Niewidomy Pew
- André Hennicke: Ben Gunn